# Ramesszeum
A Ramesszeum (eredeti egyiptomi nevén Henemet-uaszet) II. Ramszesz ókori egyiptomi fáraó halotti temploma. A luxori templommal szemben, a Nílus nyugati oldalán, II. Amenhotep és IV. Thotmesz templomai közt épült az i. e. 13. században. A falakat a fáraó hadjáratait megörökítő reliefek borítják: a kádesi csatát, a hettiták elleni és a szíriai győztes háborúkat bemutató domborművek.
A templomot Ramszesz röviddel trónra lépése után kezdte el építeni Ameneminet és Penré építészek irányításával, a munkálatok kb. a 22. évig folytak, de a 30. évben megrendezett első szed-ünnep előtt már bizonyosan befejeződtek. Területe mintegy 15 000 m². Ameneminet, „a királyi emlékművek építésének főfelügyelője” Ramszesz gyerekkori barátja volt. Magán a területen korábban is építkeztek már; a nagy oszlopcsarnok alatt középbirodalmi sírt tártak fel gazdag leletanyaggal.
A monumentális épület két udvart és pülónt, egy ünnepi oszlopcsarnokot és egy
négyoszlopos szentélyt foglal magában. Eredeti teljes neve „az Évmilliók Temploma Uszermaatré Szetepenrének, aki egyesül Thébával Ámon nyugat-thébai birtokán”. A görög korban Ozimandiasz sírjaként és Memnoniumként ismerték, előbbi nevét Diodórosz Szikulosztól kapta az első udvarban álló hatalmas kolosszusról, melyet Ozümandiásnak neveztek (ez Ramszesz uralkodói neve, az Uszermaatré Szetepenré görög változata), utóbbi nevét Sztrabóntól, a második oszlopos udvarban álló „Ifjabb Memnón” szobor után. Mai nevét Rhamesséion formában Jean-François Champollion alkotta, aki 1829-ben látogatta meg a romokat, és a hieroglifák elolvasásakor azonosította Ramszeszt mint építtetőt.

## A templom

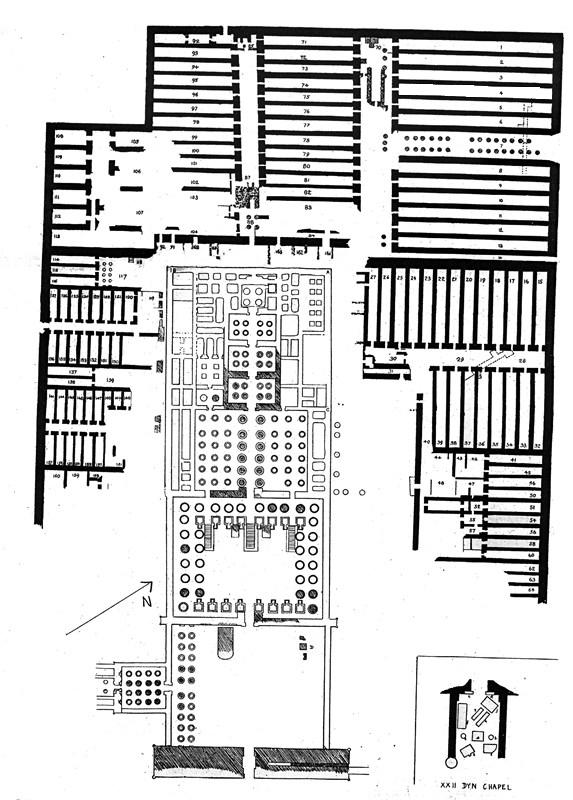
A Ramesszeum alaprajza

A hagyománnyal szakítva nem előzik meg nyitott udvarok a templomot, hanem rögtön hatalmas pülónhoz ér a látogató, ezt leszámítva azonban a templom az újbirodalmi templomépítészet jellegzetességeit mutatja. A kb. 60 méter széles pülónokat a hagyományoknak megfelelően győzelmi jelenetek díszítik, ezek főként a kádesi csatát ábrázolják, az egyik jelenet pedig azt mutatja be, hogy uralkodása 8. évében Ramszesz kifosztott egy Sálem nevű várost, mely egyes feltételezések szerint Jeruzsálemmel lehetett azonos.
Ezután két, egymást követő oszlopos udvar következik. Az elsőben, a második udvarba vezető rámpa mellett balra állt Ramszesz hatalmas kolosszusa, a „Ré, az uralkodó” nevű Ramszesz-szobor, melynek külön kápolnája is volt, és melyet a görög korban Ozimandiaszként ismertek. Oldalánál eredetileg Tujának, Ramszesz anyjának kisebb szobra is ott állt. A kolosszus ma már nem áll, de darabjai láthatóak a templomon belül. Eredeti magasságában 18 méter magas lehetett, magasabb, mint a III. Amenhotep által emeltetett Memnón-kolosszusok vagy a Ramszesz Abu Szimbel-i templomának bejáratánál álló szobrok.
Az első udvarból keletre egy kisebb palota nyílik, melyben többek közt fogadócsarnok, trónterem és „megjelenés ablaka” is volt.
A második pülónt szintén a kádesi csata, valamint egy Min termékenységisten tiszteletére rendezett ünnep jelenetei díszítik. Ez a kép régi királyok szobrainak felvonultatását ábrázolja az ünnepség alkalmából. Míg az újbirodalom majdnem minden fáraója látható, a Közép- és Óbirodalmat csak az alapítójuknak tekintett Meni és I. Montuhotep képviselik. Ez mutatja, hogy az óegyiptomi történelem három nagy korszakra történő felosztása az egyiptomi korban elfogadott történelemszemléleten alapul. Más jelenetek a világ négy égtája felé röpülő madarakat, illetve Nofertari királyné táncát ábrázolják.
A mögötte elterülő második oszlopos udvar magasabb szinten terül el, ezért rámpa vezet fel ide. Itt a kariatida típusú szobrok Ramszeszt a mumifikált Ozirisz képében ábrázolják kolosszális méretben, keresztbe tett karjaiban királyi jelképekkel, a korbáccsal és jogarral. Eredetileg itt, az oszlopcsarnokba vezető rámpa mellett balra állt a később „Ifjabb Memnón”-nak elnevezett szobor, melynek fej- és mellrészét 1817-ben Giovanni Battista Belzoni a British Museumba szállíttatta.

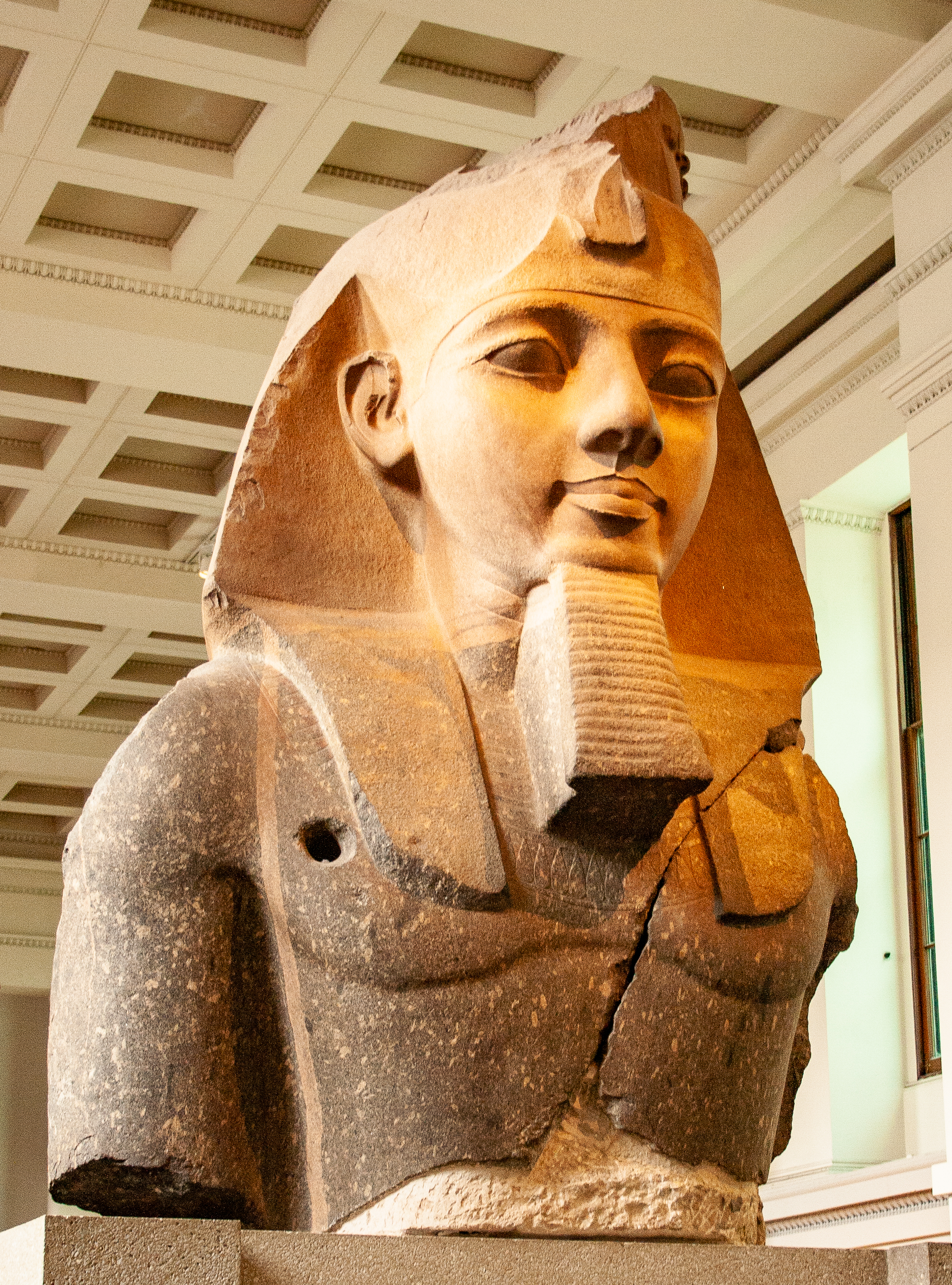
A halotti templomnál felállított két kolosszális Ramszesz-szobor egyikének részlete a British Museumban

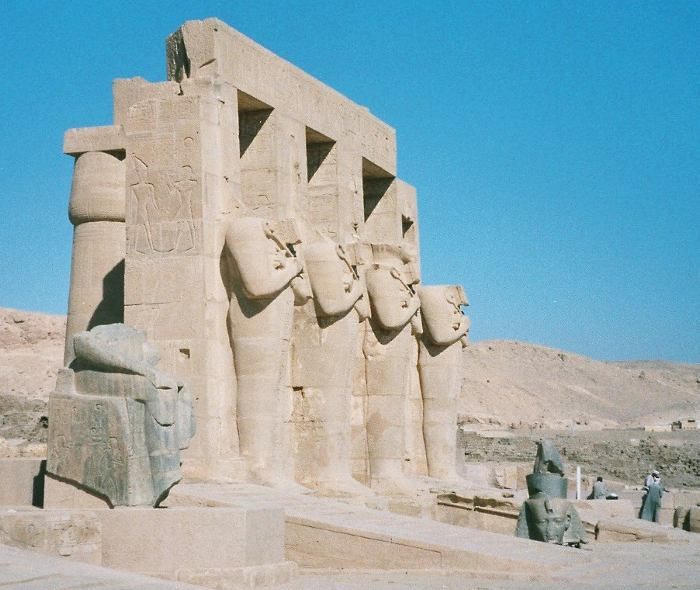
Az Ozirisz-szobrok

A két nyitott udvar után előcsarnok következett, innen hármas ajtón át vezet az út a hatalmas oszlopcsarnokba, melynek mennyezetét 48, papiruszköteget ábrázoló oszlop tartotta, középen megemelt folyosó haladt végig, oldalablakokkal. Ebből jobb felé nyílt a templomtól északra elhelyezkedő, Nofertari királynénak és Tuja anyakirálynénak szentelt templom. Magának az oszlopcsarnoknak a képei a keleti falon többek közt Dapur és Tunip városainak ostromát ábrázolja, melyekre Ramszesz szíriai hadjárata idején került sor, valamint Tuját, Nofertarit és Ramszesz gyermekeit. A csarnoknak a következő helyiséggel szomszédos nyugati falán azt ábrázolják, amint Szahmet, Ámon-Ré és Honszu megkoronázzák Ramszeszt (az északnyugati falon), és ahogy Ámon, Mut kíséretében, átadja a királyi hatalmat képviselő jogart Ramszesznek (a délnyugati falon).

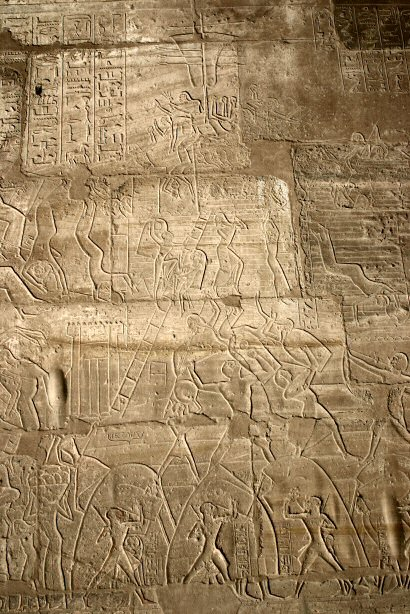
A kádesi csatát ábrázoló relief a Ramesszeumban

Az oszlopcsarnokot kisebb termek követték, először a csillagképekkel díszített mennyezetű, nyolcoszlopos bárkaterem, benne a szent bárkával, melyen ünnepi felvonulásokon az istent vitték – a terem falának díszítése egy ilyen felvonulást ábrázol a Völgy gyönyörű ünnepén –, majd a szintén nyolcoszlopos ún. Himnuszok terme, mely a falaira írt, Ptahhoz és Ré-Harahtihoz szóló himnuszokról kapta a nevét, végül következett a négyzetes alaprajzú szentély, benne az istenszoborral. Az ezeket körülvevő helyiségek közül egy feltehetőleg a templom könyv- és levéltáraként szolgált; ennek díszítése ábrázolja Szesat istennőt, aki számon tartja Ramszesz uralkodásának hosszát az ised-fa levelein.
A külső övezet északi sarkában egy Meritamonnak, Ramszesz és Nofertari lányának szentelt kápolna épült. Itt találták meg 1896-ban az ún. Fehér királynő szobrot, melyet csaknem egy évszázadig nem sikerült azonosítani, csak mikor Ahmímban találtak egy szobrot, melyet felirata Meritamonként azonosított, és ami feltűnően hasonlított a Fehér királynőre. A szobrot ma a kairói Egyiptomi Múzeum őrzi. A külső övezet déli sarkában a XVIII. dinasztiabeli Uadzsmesz herceg, I. Thotmesz fiának kápolnája áll.
A templom körül sártéglából épített papi és hivatalnoki lakások, raktárak, magtárak és iskolák maradványait tárták fel. Némelyikük mérete lenyűgöző: kiszámították, hogy amennyiben a hatalmas, húsz boltíves magtár tele volt, háromezer család egyévi ellátását tudta volna biztosítani. Az egész épületegyüttest vastag sártéglafal vette körül.
A templom mélydomborműveinek témáját az uralkodó legfontosabb szerepei adják:
- király (koronázási jelenetek, a szed-ünnep jelenetei);
- pap (Ramszesz nagyobb vallási ünnepek, például Min ünnepe, A völgy gyönyörű ünnepe, az újévi ünnepség felügyelőjeként);
- hadvezér (csatajelenetek, köztük a kádesi csata és néhány lázadó ázsiai város megbüntetése a fáraó uralkodásának nyolcadik évében);
- családfő (a fáraó és gyermekei, valamint megemlítendő még Tuja és Nofertari temploma, Meritamon kápolnája).

## A templom a későbbi időkben

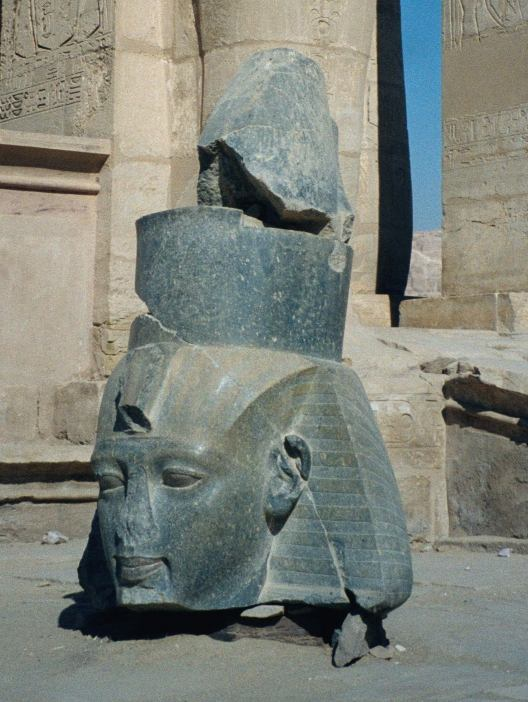
Gránitfej

A feltárt melléképületek közül több a későbbi időkben épült, volt olyan is, amelyik a római korban. Egy, a harmadik átmeneti korból származó, papiruszokból és osztrakonokból álló lelet azt bizonyítja, fontos írnoki iskola állt itt.
III. Ramszesz, aki II. Ramszeszt tartotta példaképének, a közeli Medinet Habuban a Ramesszeum mintájára építtette fel saját halotti templomát, több részletét is lemásolva, például az asztronómiai mennyezetet és az Oziriszes pilléreket.
Diodórosz megemlíti a templomot i. e. 60 körül készült elbeszéléseiben. Külön kiemeli az első udvar hatalmas kolosszusát, mely nemcsak méretével, hanem művészi megmunkálásával is lenyűgözte.
A templomot nagyban károsították a földrengések és sírrablók, valamint az, hogy a Nílus áradási területéhez közel feküdt. Az első pülón északi része talajsüllyedés miatt omlott le nagyrészt, a második pülónnak pedig csak az északi fele áll.
A XX. dinasztia korának vége felé a templomegyüttest elhagyták, a harmadik átmeneti korban pedig a papok temetőjeként használták. A XXIX. dinasztia idején köveit kezdték építkezésekhez elhordani, Tuja és Nofertari templomát pedig teljesen lebontották, és a köveket Medinet Habuban használták fel. Az i. sz. 4. században a Nyugat-Thébában letelepedő kopt keresztények a halotti templomot saját templomukká alakították át.
A 20. század elején az épületet három oldalról töltéssel vették körül, a Nílus ugyanis az asszuáni gát megépítése idején gyakran az első pülónig felért.

## Feltárása

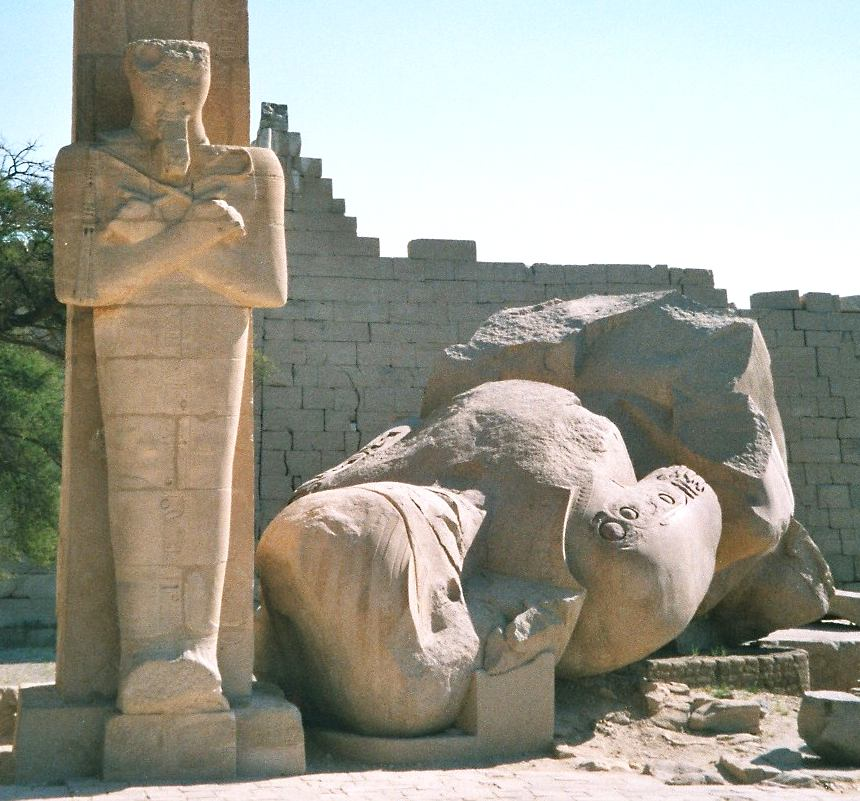
Az Ozimandiasz-kolosszus

Napóleon egyiptomi hadjárata során két mérnököt, Jean-Baptiste Prosper Jollois-t és Édouard de Villiers du Terrage-ot küldte a Ramesszeum tanulmányozására. A franciák azonosították a helyet „Ozimandiasz sírjával” és „Memnón palotájával”, melyről Diodórosznál olvastak.
Ezután Giovanni Belzoni érkezett ide. Ő 1815-ben ment Kairóba, hogy eladja Mohamed Alinak egy találmányát, egy hidraulikus gépet. Itt találkozott a brit konzullal, Henry Salt tábornokkal, aki felbérelte, hogy segítsen neki Angliába szállítani Ramszesz hatalmas gránitszobrának fejét. A franciák egy évtizeddel korábban kudarcot vallottak ebben, Belzoninak azonban sikerült. A héttonnás „Ifjabb Memnón” 1818-ban érkezett Londonba, ahol később a British Museumba került.
Percy Bysshe Shelleyt II. Ramszesz kolosszusa ihlette az Ozymandiás (Ozymandias) című szonett írására 1818-ban. Az Ozümandiás Ramszesz ógörög neve.
| „                                              | Egy messzi vándor jött, ki ős romok Felől regélt: A pusztán szörnyü két Nagy csonka láb áll. Arrább lágy homok Lep egy kőarcot. Homloka setét. A vont ajk vén parancsszóktól konok S vad szenvedélye még kivésve ég A hűs kövön, bár, mely véste, a kéz, S a szív, hol dúlt e dölyf, temetve rég. A talpkövön kevély igék sora: „Király légy bár, jöjj, és reszketve nézz: nevem Ozymandiás, urak ura.” Más semmi jel. A roppant rom körül Határtalan szélesre s hosszura A holt homoksík némán szétterül. | ” |
| – Percy Shelley: Ozymandiás (Tóth Árpád ford.) | |   |

## Külső hivatkozások
- Association pour la sauvegarde du Ramesséum (particularly the "virtual restoration")
- Plan of the Ramesseum site (University College London)
- The Younger Memnon (British Museum)
- Ozymandias (Shelley)
- Az UNESCO világörökség honlapja(angolul)
- A Ramesszeum a KEMET = Az Ókori Egyiptom képtárában - (180+ felvétel)